# Pityrogramma sulphurea
Pityrogramma sulphurea là một loài thực vật có mạch trong họ Adiantaceae. Loài này được (Sw.) Maxon miêu tả khoa học đầu tiên năm 1913.